# George Henry Martin Johnson
George Henry Martin Johnson (Onwanonsyshon; * 7. Oktober 1816; † 19. Februar 1884) war ein Häuptling der Mohawk.
Der älteste Sohn des Häuptlings John „Smoke“ Johnson wurde im Stammhaus der Familie seiner Mutter am Grand River geboren.  Anfang der 1830er Jahre besuchte er das von Abram Belles geleitete Mohawk Institute in Brantford, wo er durch besondere Lernbegierigkeit und Sprachbegabung auffiel. 1840 machte ihn der Reverend Adam Elliot zum Dolmetscher der anglikanischen Mission im Reservat.
Dem folgten weitere Posten nach wie der des Dolmetschers des Reveratsverwalters und des Holzförsters im Reservat. Hinzu kamen verschiedene Funktionen im Rat der Six Nations, was ihn für Jahrzehnte zu einer wichtigen Persönlichkeit bei der Gestaltung der Beziehungen zwischen Weißen und Indianern in der Region machte. Im Hause von Reverend Elliot lernte er dessen Schwägerin Emily Susanna Howells kennen, eine Cousine des Schriftstellers William Dean Howells. Gegen den Willen ihrer beiden Familien heirateten sie 1853. Zur Hochzeit baute Johnson ein großes Haus, Chiefswood, am Ufer des Great River, nach dem er seinen indianischen Namen (Onwanonsyshon – Herr des großen Hauses) bekam. Hier wuchsen seine vier Kinder auf, darunter die Dichterin E. Pauline Johnson.
Johnsons Einsatz gegen den illegalen Handel mit Alkohol und Holzdiebstahl führte zu zwei Anschlägen auf sein Leben. 1865 war er fünf Tage lang bewusstlos, nachdem er von zwei Männern zusammengeschlagen worden war, 1873 wurde er in der Nähe seines Hauses niedergeschossen. Er überlebte beide Anschläge, litt aber in der Folge an Neuralgien und Erysipel.
In seinem letzten Lebensjahrzehnt widmete sich Johnson vor allem den Angelegenheiten der von ihm gegründeten landwirtschaftlichen Gesellschaft des Reservates, auch war er Mitglied der Provincial Horticultural Society. Als bekannter Vertreter seines Volkes wurde er häufig zu offiziellen Anlässen eingeladen (u. a. zu Alexander Graham Bells Demonstration seines Telefons 1876). Er beriet Studenten der irokesischen Kultur und Gesellschaftsorganisation und war mit dem amerikanischen Philologen Horatio Emmons Hale befreundet. Er starb 1884 an einer Erysipel-Infektion, die zu seiner Pyämie führte.